# Raphidascaridinae
Die Raphidascaridinae sind eine Familie der Spulwürmer mit 195 Arten, die als Parasiten bei Fischen vorkommen.

## Merkmale
Raphidascaridinae sind Raphidascarididae, bei denen die Kutikula keine Papillen-Längsreihen wie bei den Aliascarinae aufweist. Der Ventriculus hat einen Anhang.

## Systematik
Zur Unterfamilie gehören fünf Gattungen:
- Heterotyphlum Spaul, 1927
- Hysterothylacium Ward & Magath, 1917
- Mawsonascaris Sprent, 1990
- Raphidascaris Railliet & Henry, 1915
- Raphidascaroides Yamaguti, 1941